# Tom Jones (film)

Afișul original al filmului

Tom Jones  este un film britanic de comedie din 1963 regizat și co-produs de Tony Richardson. Rolurile principale au fost interpretate de actorii Albert Finney, Susannah York și Hugh Griffith. A câștigat Premiul Oscar pentru cel mai bun film. Scenariul este scris de John Osborne după romanul Tom Jones (1749) de Henry Fielding.

## Distribuție
- Albert Finney - Tom Jones
- Susannah York - Sophie Western
- Hugh Griffith - Squire Western
- Edith Evans - Miss Western
- Joan Greenwood - Lady Bellaston
- Diane Cilento - Molly Seagrim
- George Devine - Squire Allworthy
- David Tomlinson - Lord Fellamar
- Rosalind Atkinson - Mrs. Millar
- Wilfrid Lawson - Black George
- Rosalind Knight - Mrs. Fitzpatrick
- Jack MacGowran - Partridge
- Freda Jackson - Mrs. Seagrim
- David Warner - Blifil (debut)
- Joyce Redman - Mrs. Waters/Jenny Jones
- James Cairncross - Parson Supple
- Rachel Kempson - Bridget Allworthy
- Peter Bull - Thwackum
- Angela Baddeley - Mrs. Wilkins
- George A. Cooper - Fitzpatrick
- Jack Stewart - MacLachlan
- Patsy Rowlands - Honour
- John Moffatt - Square
- Avis Bunnage - Innkeeper
- Mark Dignam - Lieutenant
- Michael Brennan - Jailer at Newgate
- Lynn Redgrave - Susan
- Redmond Phillips - Lawyer Dowling
- Julian Glover - Northerton